# Miroslav Mucha
Miroslav Mucha (31. ledna 1920 Ivančice – 13. října 1942 Scropton) byl český palubní navigátor Royal Air Force v období druhé světové války.

## Život

### Před druhou světovou válkou
Miroslav Mucha se narodil 31. ledna 1920 v Ivančicích v rodině učitele a ruského legionáře Františka Muchy a Františky, rozené Paulíčkové. V roce 1937 odmaturoval na 1. české státní reálce v Brně a začal studovat na Odboru stavebního inženýrství na Vysoké škole technické Dr. Edvarda Beneše tamtéž. Byl členem brněnského skauta.

### Druhá světová válka
Po německé okupaci a uzavření českých vysokých škol opustil Miroslav Mucha společně s Otto Brückem v prostoru Beskyd ilegálně Protektorát Čechy a Morava a přes Slovensko se dostal do Maďarska. Zde byl zatčen, ale uprchl a pokračoval přes Jugoslávii, Turecko a Sýrii do Marseille, kde byl 28. dubna 1940 odveden do Československé armády v zahraničí. Po pádu Francie v červnu téhož roku se evakuoval do Spojeného království. Zde se přihlásil k letectvu a byl přijat do Ryal Air Force. Začal se školit na funkci palubního navigátora bombardovacího letectva u 1429. československé operační letky. Ta byla od 31. srpna 1942 zařazena jako 5. výcviková letka k 27. operační výcvikové jednotce na letišti v Church Broughtonu. Dne 13. října 1942 odstartoval jeho stroj Vickers Wellington Mk.Ic Z8854 KX-V pilotovaný Františkem Fantou ke cvičnému nočnímu orientačnímu letu. Při pokusu o přistání za ztížených povětrnostních podmínek havaroval u nedaleké vesnice Scropton. Celá posádka zahynula. Pohřbena byla 16. října 1942 na hřbitově u kostela svatého Paula ve Scroptonu.

## Rodina
Miroslav Mucha pocházel ze čtyř bratrů. Jeho bratr František Mucha se stal okresním velitelem Státní bezpečnosti ve Znojmě.

## Posmrtná ocenění
- Miroslavu Muchovi byl v roce 1947 Vysokou školou technickou dr. Edvarda Beneše v Brně udělen in memoriam titul Ing.
- Miroslav Mucha byl v roce 1991 in memoriam povýšen do hodnosti podplukovníka
- Miroslavu Muchovi byla v roce 2020 na rodném domě čp. 1 v Růžové ulici v Ivančicích odhalena pamětní deska